# Laura Nørgaard
Laura Nørgaard Blushøj (født 6. september 1996) er en dansk håndboldspiller, der spiller for Horsens HK, som hun har spillet i siden 2017. Hun er stregspiller med spillenummeret 5.